# Коробкин, Владислав Фёдорович
Владислав Фёдорович Коробкин (3 января 1932 — 12 декабря 1995, Тула) — советский театральный актёр, народный артист РСФСР.

## Биография
Владислав Фёдорович Коробкин родился 3 января 1932 года. Был актёром Драматического театра Балтийского флота. В 1964 году играл в Псковском театре драмы имени А. С. Пушкина.
В 1973—1980 и 1984—1995 годах служил в Тульском театре драмы имени М. Горького.
Умер 12 декабря 1995 года.

## Награды и премии
- Заслуженный артист РСФСР (1969).
- Народный артист РСФСР (23.01.1978).

## Работы в театре
- «Тульский секрет» В. Константинова, Б. Рацера по мотивам повести Н. С. Лескова «Левша» (реж. Р. П. Рахлин) — Царь[1]